# Смоленско-полоцкий диалект
Смоле́нско-по́лоцкий диале́кт — один из диалектов древнерусского языка наряду с новгородским, псковским, ростово-суздальским, рязанским, чернигово-северским, галицко-волынским и киевским диалектами. Сформировался на территории Смоленского и Полоцкого княжеств в центральных и западных районах Древнерусского государства. С XIII века в пределах диалекта стали складываться особенности смоленских и полоцких говоров.
На территории распространения древнего смоленско-полоцкого диалекта сложились современные диалекты русского и белорусского языков (в юго-западной части территории распространения русских говоров раннего формирования и в северной и центральной частях территории распространения белорусского языка).
В XIII—XIV веках смоленско-полоцкий диалект отличался от остальных древнерусских диалектов на территории формирования современного русского языка наличием пятифонемного вокализма и фонемы /е/ во флексиях на месте /ê/; значительное число языковых особенностей сближало смоленско-полоцкий диалект с псковским, новгородским и южным акающим диалектом: наличие губно-губных фонем /w/, /w’/; отсутствие фонологизации отношения /е/ — /о/ с противопоставлением нелабиализованиость-лабиализованность; наличие сочетания /ч’н/ в группе слов; сохранение флексии /’ejy/ в творительном падеже единственного числа женского рода; наличие окончания -ого или -оүо в форме родительного падежа единственного числа прилагательных и местоимений мужского и среднего рода;
с псковским и новгородским диалектами смоленско-полоцкий объединяло цоканье и наличие по говорам фонем /г/ и /ү/; только с псковским диалектом — наличие фонем /с’’/, /з’’/ и распространение с XV века аканья;
с ростово-суздальским и южным акающим диалектами — отсутствие нейтрализации по назальности-неназальности и отсутствие слов со вторым полногласием.

## История
Дославянским населением в верхнем и среднем течении Западной Двины и в Смоленском Поднепровье были балты. В результате миграций славян во второй половине I тысячелетия н. э. образовалась славяно-балтская общность, в которой преобладающим стал славянский этнический компонент, в том числе и в результате постоянной инфильтрации славян как с юга, так и с севера (из ареала культуры псковских длинных курганов). У сформировавшейся таким образом смоленско-полоцкой группы кривичей на рубеже I и II тысячелетий н. э. стали появляться языковые особенности, лёгшие в основу смоленско-полоцкого диалекта.
Дальнейшее развитие данного диалекта было связано с образованием Смоленского и Полоцкого княжеств, в XI—XII веках они располагались к югу от Новгородской земли, к северу от Киевского и Черниговского княжества; к востоку от Смоленского княжества была расположена Ростово-Суздальская земля.

## Диалектные различия XI — начала XII веков
Диалектные различия в древнерусском языке фиксируются уже в период XI — начала XII веков до начала процесса падения редуцированных, когда уже были утрачены носовые гласные и произошло вторичное смягчение согласных. Среди фонетических особенностей диалекта восточных славян, населявших Смоленскую и Полоцкую землю, установленных по материалам древнерусской письменности и на основе исторической интерпретации современных изоглосс, отмечаются:
- наличие губно-губной согласной /w/, отличающей смоленско-полоцкий, как и все остальные древнерусские диалекты, от ростово-суздальского, который характеризовался наличием губно-зубного /в/;
- фрикативное образование звонкой заднеязычной согласной /ү/, характерное для всех южных и центральных древнерусских диалектов, в отличие от северных — ростово-суздальского и новгородского, в которых отмечалось употребление взрывной /г/ (в новгородском диалекте по говорам возможны были как /г/, так и /ү/);
- наличие одной аффрикаты /ц’’/, как и в новгородских, псковских и части рязанских говоров, в ростово-суздальском, черниговском, киевском и галицко-волынском диалектах различались аффрикаты /ц’/ и /ч’/;
- различение мягких шипящих и свистящих /с’/—/ш’/, /з’/—/ж’/, характерное для всех древнерусских диалектов за исключением псковского диалекта, в котором шипящие и свистящие не различались (им соответствовали согласные /с’’/, /з’’/);
- наличие /л/, как и в большинстве остальных древнерусских диалектов, на месте праславянских *tl, *dl, противопоставленное сочетаниям /кл/, /гл/ в псковском диалекте.

## Диалектная характеристика XII—XIV веков
Значительные диалектные различия в древнерусском языке появляются со второй половины XII века и развиваются в XIII—XIV веках — эти различия возникают в период и в связи с падением редуцированных, они противопоставляют северо-восток древнерусской языковой территории юго-западу.
На юго-западе территории распространения древнерусского языка развивается удлинение с последующей дифтонгизацией гласных [о] и [е] в новых закрытых слогах (носъ > нōс > ну͡ос, печь > пēч’ > пи͡еч’), на северо-востоке на месте гласного [ō] под новым акутом возникает фонема /ô/ (кôт, вôля).
На территориях Смоленского и Полоцкого княжеств в отличие от остальных древнерусских областей не произошло ни удлинения [о] и [е], ни формирования новой фонемы /ô/ из [ó]. С XV века в смоленско-полоцком, как и в псковском диалекте, распространяется появившееся ранее на юге и юго-востоке аканье.
Как и в других диалектах западной локализации в отличие от восточной, в смоленско-полоцком в позиции перед /j/ фонемы /ъ/ и /ь/ реализовывались как [ы˘] — [ы] «напряжённый» и [й] — [и] «напряжённый», при этом в слабой позиции эти звуки утратились, а [ы˘] в сильной позиции изменился в [э] (в большинстве русских говоров заменились гласными [о] и [е] в сильной позиции).
В эпоху падения редуцированных в смоленско-полоцких говорах была утрачена также фонема /ě/, что привело к формированию системы вокализма из пяти фонем. Категория согласных фонем, парных по твёрдости-мягкости, в смоленско-полоцком, как и в новгородском, псковском и южном акающем диалектах оказалась не такой продуктивной, как в ростово-суздальских говорах, что проявилось как в меньшем числе парных твёрдых-мягких согласных, так и в гораздо меньшем числе сильных позиций для этих парных согласных.
Для смоленско-полоцкого диалекта в XIII—XIV веках были характерны языковые черты как отличающие его от всех или от той или иной части остальных древнерусских диалектов северо-запада (новгородских и псковских), северо-востока (ростово-суздальского) и юга (акающего), так и сближающие его со всеми или с частью остальных диалектов.

### Фонологические различия
- слабое развитие системы согласных фонем, парных по твёрдости-мягкости, как и в большинстве остальных древнерусских диалектов (в псковском, южном акающем, менее ослабленной данная категория была в новгородском диалекте), в отличие от последовательного развития системы согласных фонем, парных по твёрдости-мягкости в ростово-суздальском диалекте;
- наличие по говорам фонем /г/ и /ү/ (как и в диалектах северо-запада) при распространении только /г/ в ростово-суздальском диалекте и только /ү/ в южном акающем;
- наличие фонем /w/, /w’/, как и в большинстве остальных древнерусских диалектов, противопоставленных фонемам /в/, /в’/ в ростово-суздальском диалекте;
- распространение одной аффрикаты /ц’’/, сближающее смоленско-полоцкий диалект с новгородским и псковским, и противопоставляющее его ростово-суздальскому и южному акающему диалектам, которые характеризовавлись наличием аффрикат /ц’/ и /ч’/;
- отсутствие нейтрализации по назальности и неназальности, характерное также для ростово-суздальского и южного акающего диалектов, противопоставленное возможности нейтрализации по назальности-неназальности в диалектах северо-запада;
- отсутствие фонологизации отношения /е/ — /о/ с противопоставлением нелабиализованиость-лабиализованность или её большая ограниченность, как и во всех диалектах, кроме ростово-суздальского с наличием фонологизации отношения /е/ — /о/;
- пятифонемный вокализм, как и в псковских акающих говорах, в отличие от семифонемного в новгородско-псковском и южном акающем диалектах, переходное состояние системы вокализма от семифонемной к пятифонемной отмечалось в ростово-суздальском диалекте;
- наличие фонем /с’’/, /з’’/, как и в псковском диалекте, в соответствие шипящим и свистящим фонемам /с’/—/ш’/, /з’/—/ж’/ в ростово-суздальских, новгородских и южных акающих говорах;
- распространение аканья с XV века, как и в псковском диалекте, при наличии аканья в южном и различении безударных гласных в ростово-суздальском и новгородском диалектах.

### Лексико-фонологические различия
- наличие фонемы /л/ в соответствии с праславянскими *tl, *dl в группе слов, как и в остальных древнерусских диалектах, противопоставленное сочетаниям /кл/, /гл/ в псковском;
- сочетание /ч’н/ в группе слов, как и в остальных древнерусских диалектах, в отличие от сочетания /ш’н/ в ростово-суздальском диалекте;
- отсутствие слов со вторым полногласием или наличие изолированных слов с таким сочетанием, характерные также для ростово-суздальских и южных акающих говоров, противопоставленные развитию явления второго полногласия в новгородском и псковском диалектах;

### Морфолого-фонологические различия
- сохранение флексии /’ejy/ в творительном падеже единственного числа женского рода, как и в большинстве остальных древнерусских диалектов, при изменении её в /’оjу/ в ростово-суздальском диалекте;
- наличие фонемы /е/ во флексиях в то время как в ростово-суздальском диалекте сохранялась фонема /ê/ наряду с появлением на её месте фонемы /е/ во время начавшегося процесса перехода /ê/ > /е/, также /ê/ во флексиях сохранялась в южном акающем диалекте, а в новгородском и псковском диалектах была широко распространена фонема /и/ на месте /ê/;
- наличие окончания -ого или -оүо у прилагательных и местоимений мужского и среднего рода в форме родительного падежа единственного числа, как и во всех остальных древнерусских диалектах, противопоставленное окончанию -ово в тех же формах в ростово-суздальском диалекте.